# دریاچه توپوزرو
دریاچه توپوزرو (انگلیسی: Lake Topozero) یک دریاچه در جمهوری کارلیای کشور روسیه است.